# Alina Vuc
Emilia Alina Vuc (Reșița, 4 ottobre 1993) è una lottatrice rumena, specializzata nella lotta libera e lottatrice olimpionica a Rio de Janeiro 2016.

## Palmarès
| Anno | Manifestazione    | Sede           | Evento | Risultato | Note |
| ---- | ----------------- | -------------- | ------ | --------- | ---- |
| 2013 | Europei           | Tbilisi        | 48 kg  | 14ª       |      |
| 2014 | Mondiali          | Tashkent       | 48 kg  | 5ª        |      |
| 2015 | Europei U23       | Wałbrzych      | 48 kg  | Argento   |      |
| 2015 | Giochi europei    | Baku           | 48 kg  | 16ª       |      |
| 2015 | Mondiali          | Las Vegas      | 48 kg  | 31ª       |      |
| 2016 | Europei           | Riga           | 48 kg  | Argento   |      |
| 2016 | Giochi olimpici   | Rio de Janeiro | 48 kg  | 18ª       |      |
| 2017 | Mondiali          | Parigi         | 48 kg  | Argento   |      |
| 2017 | Europei           | Novi Sad       | 48 kg  | Bronzo    |      |
| 2017 | Mondiali militari | Klaipėda       | 48 kg  | Oro       |      |
| 2018 | Europei           | Kaspijsk       | 50 kg  | Argento   |      |
| 2018 | Mondiali          | Budapest       | 50 kg  | 12ª       |      |
| 2019 | Mondiali          | Nur-Sultan     | 50 kg  | Argento   |      |
| 2020 | Europei           | Roma           | 50 kg  | 7ª        |      |
| 2021 | Europei           | Varsavia       | 50 kg  | 7ª        |      |
| 2021 | Giochi olimpici   | Tokyo          | 50 kg  | 14ª       |      |
| 2021 | Mondiali          | Oslo           | 50 kg  | 5ª        |      |
| 2022 | Europei           | Budapest       | 50 kg  | Bronzo    |      |